# Janus di Campofregoso
Janus di Campofregoso (1405-1448), en italià Giano di Campofregoso, fou un polític genovès, nebot del dux de Gènova Tomaso di Campofregoso.
El 1438 fou nomenat governador de Còrsega, i va desembarcar a l'illa conquerint Erbalunga, Bàstia, Biguglia, Corti i la Terra del comú. Va fer matar Marianu i Manfredu di Nonza i va alliberar a Simone da Mare; aquest va morir poc després i les seves terres foren disputades pels seus tres hereters fins que Janus va imposar la successió a favor d'un dels fills i va exiliar als altres dos. El 1439 s'havia apoderat de tota l'illa i va expulsar del seu feu de Cinarca a Bartolomeu d'Istria, fill de Vincentello, al que va indemnitzar per la pèrdua amb 200 escuts. Va establir la seva residència a un castell construït a Nebbiu, a San Fiurenzu. Els senyors que li eren fidels rebien una pensió, però Paulu della Rocca i Rinucciu di Leca no li van donar suport. Lucianu di Casta i Vicente di Chjatra, aliats del governador, foren empresonats per ajudar a Rinucciu di Leca, que aviat va fer presoner al lloctinent de Janus, Pietro Squarciafico. Giovanni della Grossa fou nomenat oficial comissari
El 1440 va perseguir a Paulu della Rocca i Rinucciu di Leca però no els va poder atrapar i va tornar a Gènova deixant el govern de l'illa a bisbe de Mariana, Michele de Germani, en qualitat de delegat. A Gènova va reclutar dos mil soldats i va tornar a l'illa on va obligar a Paulu della Rocca i Rinucciu di Leca, i els senyors que els donaven suport, a rendir-se i alliberar a Pietro Squarciafico. Van poder conservar les terres a canvi d'un tribut. Llavors es va instal·lar a Biguglia i va construir la ciutadella de San Fiorenze. El 1441 fou cridat a Gènova i altre cop el bisbe de Mariano va exercir el govern interí.
El 1442 va ordenar al seu delegat recaptar impostos i aixecar tropes a la terra del comú i Paulu della Rocca es va tornar a revoltar. Ratificat com a governador, va tornar a l'illa amb 200 soldats i va combatre el rebel. La batalla es va lliurar a la plana de la Marana entre la catedral de La Canònica i Il Borgo, i el senyor de Cinarca fou derrotat i va fugir. Janos es va instal·lar altra vegada a Biguglia. Llavors va tornar a Gènova per participar en les lluites polítiques però en fou expulsat pel nou dux Raffaello Adorno i va tornar a l'illa però sense suport del govern genovès; el 1443 es va retirar a la fortalesa de Bàstia i després a San Columbanu, i fou rellevat i substituït pels germans Nicolo i Antonio da Montaldo que per segona vegada governaren junts l'illa. Fou empresonat pels nous governadors, però es va escapar i va arribar a Gènova. Allí va aconseguir ser elegit dux el gener del 1447, en substitució de Barnaba Adorno (que només portava 24 dies en el càrrec) però va morir el desembre del mateix any.